# Trichlorsilan
Trichlorsilan (auch Trichlormonosilan oder Siliciumchloroform genannt) ist eine Verbindung aus der Gruppe der Halogensilane. 

## Gewinnung und Darstellung
Industriell wird Trichlorsilan durch Reaktion von Chlorwasserstoff mit Silicium bei hohen Temperaturen hergestellt. Dieses Verfahren wurde bereits 1857 bei der ersten Synthese von Friedrich Wöhler und Heinrich Buff beschrieben.
{\displaystyle \mathrm {Si+3\ HCl\rightarrow SiHCl_{3}+H_{2}} }
Auch bei der Reaktion von Tetrachlorsilan mit Silicium und Wasserstoff bei erhöhter Temperatur wird Trichlorsilan gebildet.
{\displaystyle \mathrm {3\ SiCl_{4}+\ 2\ H_{2}\ +\ Si\ {\xrightarrow {550\ K}}\ 4\ SiHCl_{3}} }

## Eigenschaften

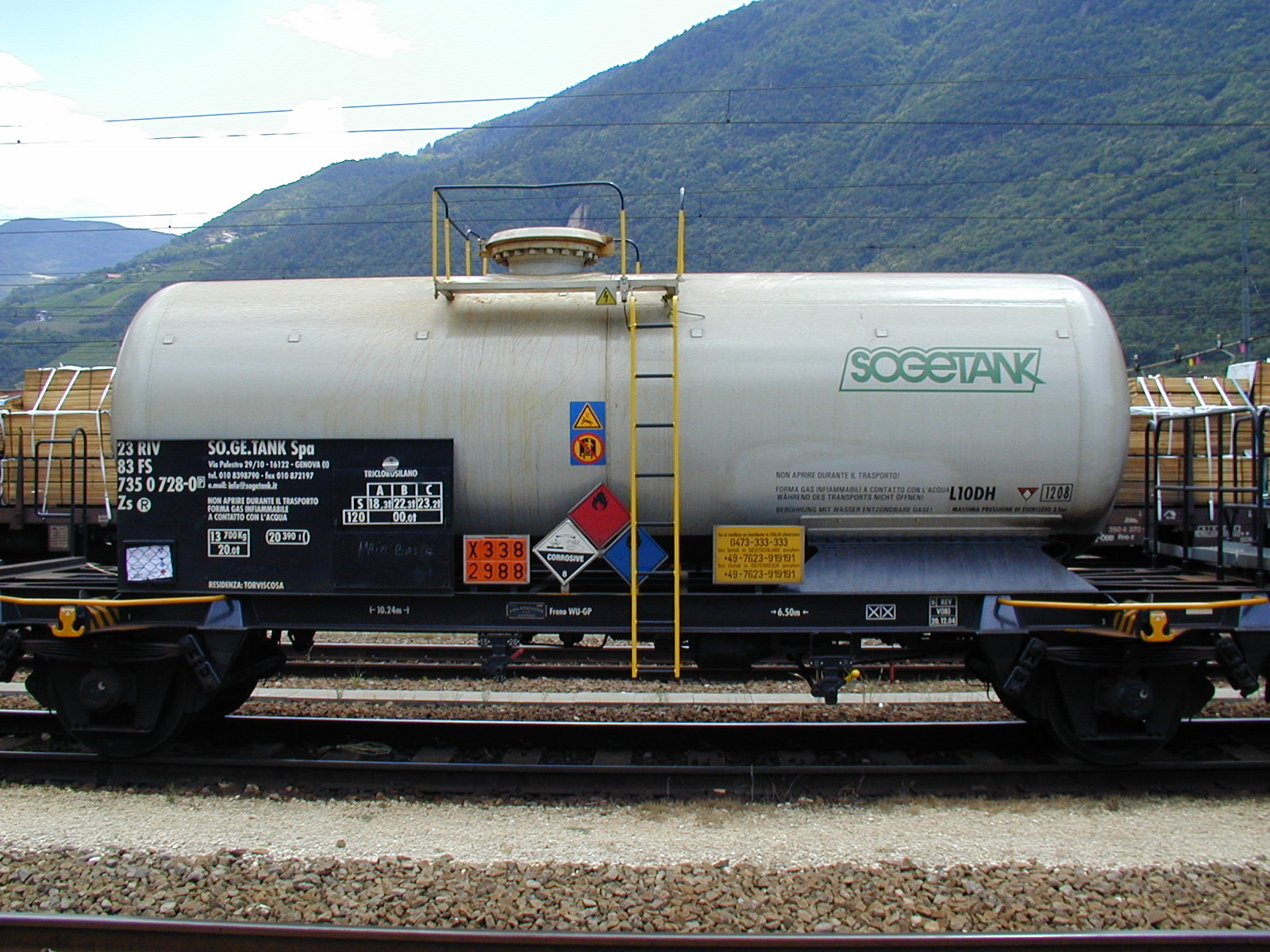
Chlorsilane in Gefahrgut-Wagen

Trichlorsilan ist eine bei Standardbedingungen flüssige Verbindung. Die farblose, rauchende, hochentzündliche Flüssigkeit verströmt einen stechenden Geruch. Die Dämpfe sind schwerer als Luft und breiten sich daher am Boden aus, was eine Fernzündung ermöglicht. Bereits durch bloßen Kontakt mit Luft ist Selbstentzündung möglich. Bei Erhitzung zersetzt sich die Verbindung und es entstehen giftige oder ätzende Gase wie beispielsweise Chlorwasserstoff (HCl). In Gegenwart verschiedener Katalysatoren erfolgt Disproportionierung in Tetrachlorsilan und Monosilan:
{\displaystyle \mathrm {4\ SiHCl_{3}\ {\xrightarrow {Katalysator}}\ 3\ SiCl_{4}\ +\ SiH_{4}} }
Trichlorsilan reagiert heftig mit Oxidationsmitteln, Aminen, Ammoniak, Aceton und starken Säuren. Metalle werden von Trichlorsilan angegriffen, wobei brennbare Gase (wie beispielsweise Wasserstoff) gebildet werden.
Zur Beförderung wird Trichlorsilan der Klasse 4.3 zugeordnet und hat die Gefahrenkennzeichnung X338 (leicht entzündlich, ätzend, mit Wasser gefährlich reagierend).

## Verwendung
Trichlorsilan ist Zwischenprodukt bei der Herstellung von Solarsilicium.
Das zu reinigende Silicium reagiert mit Chlorwasserstoff zu Trichlorsilan und Wasserstoff, wobei als Nebenprodukte auch Siliciumtetrachlorid SiCl4, Hexachlordisilan Si2Cl6 und Dichlorsilan SiH2Cl2 entstehen:
{\displaystyle {\ce {Si + 3 HCl -> SiHCl3 + H2}}}
Danach wird das Trichlorsilan in einem aufwändigen Verfahren destilliert und an beheizten Reinstsiliciumstäben zu Silicium, Siliciumtetrachlorid und Chlorwasserstoff zersetzt:
{\displaystyle {\ce {2 SiHCl3 -> Si + SiCl4 + 2 HCl}}}
Trichlorsilan wird außerdem zur Erzeugung von Trichlorsilylanionen von Phosphor und Schwefel verwendet. Die Anionen Bis(trichlorosilyl)phosphid, [P(SiCl3)2]−, und Trichlorosilylsulfid, [SSiCl3]−, sind interessante Reagenzien. So kann die Phosphorverbindung [n-Bu4N][P(SiCl3)2] anstelle von weißem Phosphor in der chemischen Industrie eingesetzt werden.
Die Schwefelverbindung [n-Bu4N][SSiCl3] kann zur Umwandlung organischer Verbindungen in die entsprechenden Schwefelderivate genutzt werden.